# HellLight
HellLight ist eine 1996 gegründete Funeral-Doom-Band.

## Geschichte
HellLight wurde 1996 von dem achtzehnjährigen Fabio de Paula in São Paulo gegründet. Seit bestehen der Band wechselte die Bandbesetzung mehrmals und lediglich de Paula blieb als Mitglied beständig. De Paula begründete den Wechsel mitunter in der Suche nach Musikern die seine kreative Vorstellung teilen. Nach ersten Veröffentlichungen im Selbstverlag und über Ancient Dreams Records schloss HellLight einen Vertrag mit dem russischen Label Solitude Productions, über welches die Gruppe seit 2010 eine Vielzahl an Studioalben veröffentlichen ließ. Neben diversen Engagements in Südamerika bestritt HellLight im Jahr 2018 eine Europatournee mit Auftritten in Portugal, Spanien, Frankreich, Deutschland und Belgien.

## Werk und Wirkung
Nach dem selbst veröffentlichen Demo Fear No Evil und dem ebenso selbst verlegten Debüt In Memory of the Old Spirits erschien mit Funeral Doom über Ancient Dreams Records ein Album in Kooperation mit einem Label. Die nachkommenden Studioalben wurden im Abstand von zwei bis drei Jahren via Solitude Productions veröffentlicht. In der Zwischenzeit gab die Band eine EP und eine Kompilation zum zwanzigsten Jubiläum zum Download heraus.

### Konzept
De Paula erläutert den Bandnamen und das lyrische sowie gestalterische Konzept der Band, in dem die Begriffe Hölle und Licht häufig genutzt werden, als auf einer paganistischen Überzeugung beruhend. Der Begriff der Hölle stehe, seiner Überzeugung folgend, als Synonym für eine universelle Dunkelheit. Mit dem Bandnamen und der Verknüpfung der Begriffe Hell und Light wolle er darauf verweisen, dass aus dieser Dunkelheit Licht entstehen könne. In einem weiteren Interview führt er diese Idee ergänzend als dualistisch religiöses Konzept mit einem Verweis auf das frühe Logo der Band aus.

„Das Ding mit den drei „l“ basiert auf unserem allerersten Logo, da hatten wir diese drei „l“ als 666 drauf, aber wir haben uns gedacht, dass wir was anderes brauchten und es funktionierte gut. HellLight kommt daher, dass wir die Wörter Hell und Light zusammengesetzt haben. Es bedeutet, dass man diese beiden Dinge an einem Ort zusammenführen kann, wie der Paganismus es sagt. Wir sind alle Paganisten, die ganze Band, und das ist eines der Konzepte unserer Religion. Die Natur hat das alles, Gut und Böse, Licht und Hölle.“

### Stil
Die von HellLight gespielte Musik wird nicht einheitlich kategorisiert. In Besprechungen wird die Band dem Death- und Funeral-Doom ebenso wie dem Gothic Metal zugerechnet.
In einer Banddarstellung des Webzines Doom-Metal.com wird HellLight als „eine ziemlich typische Solitude-Productions-Band“ beschrieben. Die Musik sei ein eingängiger und atmosphärischer Funeral Doom der mit jenem von The Howling Void vergleichbar sei. In seiner für Metal.de verfassten Rezension des Albums No God Above, No Devil Below beschreibt Marcus Endres die Musik bewertend als „eine Mischung aus (weniger) Funeral- und (mehr) Death-Doom-Metal mit Gothic-Schlagseite“:

„Das Klangbild ist nicht zu tragisch, dunkle Gitarrenharmonien stehen ausladend im Fokus, dazu gesellen sich dezent sphärische Keyboardteppiche, beschaulich akustische Gitarrenklänge, die Rhythmen sind genretypisch schleppend, aber nicht zu wuchtig, das Schlagzeugspiel ist sehr einfach gehalten und klingt synthetisch. Die Riffs sind recht prägnant und nicht zu monoton, leider klingt die Gitarre im Gesamten etwas dünn. Die Stimme pendelt von tiefen Growls, die ruhig etwas deftiger hätten sein können, über klagend klarem Gesang bis hin zu leisem Flüstern. Die Atmosphäre ist düster, träumerisch und melancholisch.“

### Rezeption
Webzines wie Vampster, Doom-Metal.com, Metal1.info oder Metal.de befassten sich seit der Veröffentlichung von Funeral Doom mit den unterschiedlichen Veröffentlichungen von HellLight. Die Band wurde durchschnittlich bis überschwänglich rezensiert.
Laut Shawn Pelata, der Funeral Doom für Doom-Metal.com beschrieb „scheinen sich manche Stücke unnötig zu schleppen.“ Die Lieder seien zu lang und zu repetitiv. In der für Metal.de verfassten Besprechung hieß es gar, dass HellLight mit Funeral Doom „mit einer pupslangweiligen Durchschnittsdoomplatte über den großen Teich“ gekommen sind. In einer für Vampster verfassten Rezension entgegnete Frank Hellweg, einem solchen Ersteindruck, dass das Album schwer zugänglich sei doch je „mehr Chancen man der Scheibe gibt, umso mehr kann sie doch von den Mängeln ablenken und dann eine schöne schwere Atmosphäre aufbauen.“ Ebenso wurde in einer Rezension des Webzines Metal1info Funeral Doom als „ein sehr starkes Stück Musik zum immer wieder hören“, und in einer für Stormbringer.at verfassten als „kultig“, beschrieben.
Insbesondere Doom-Metal.com und Metal.de befassten sich fortan anhaltend mit der Diskografie der Gruppe. Laurent Lignon urteilte für Doom-Metal.com über …And then, the Light of Consciousness Became Hell…, dass es ein gutes Album hätte werden können, jedoch „ultra-generisch“ geraten sei. Dem Gegenüber hieß es in der Rezension für Metal.de, „dass wohl so etwas wie Magie im Raum stehen muss, wenn ich diesem Album lausche, denn die im „hellsten“ Fall dunkelgrauen Strahlen dieses „Höllenlichtes“ üben eine unglaubliche Faszination auf mich aus.“ No God Above, No Devil Below wurde auf Metal.de von Marcus Endres als „ein wirklich gutes, stimmiges Album“ gelobt, dass jedoch „nicht der große Wurf“ sei, „dafür krankt es einfach an noch Einigem in Sachen Produktion sowie einer stärkeren Umsetzung.“ Weitere zwei Jahre darauf lobte Riccardo Veronese Journey Through Endless Storms als „absolute Empfehlung“ für alle Genre-Fans. Ebenso beschrieb Sven Lattemann für Metal.de das Album als „ein rundes und wunderbar eigenständiges Album […], das hervorragend in verregnete und graue Herbsttage passt.“ Für Stormbringer.at wurde das Album als „ein Nischenprodukt mit wahrlich überzeugender Qualität“ gerühmt. As We Slowly Fade wurde für Doom-Metal.com von Ian Morrissey als „zu wenig stringend“ besprochen.